# دیر کرمسمونستر

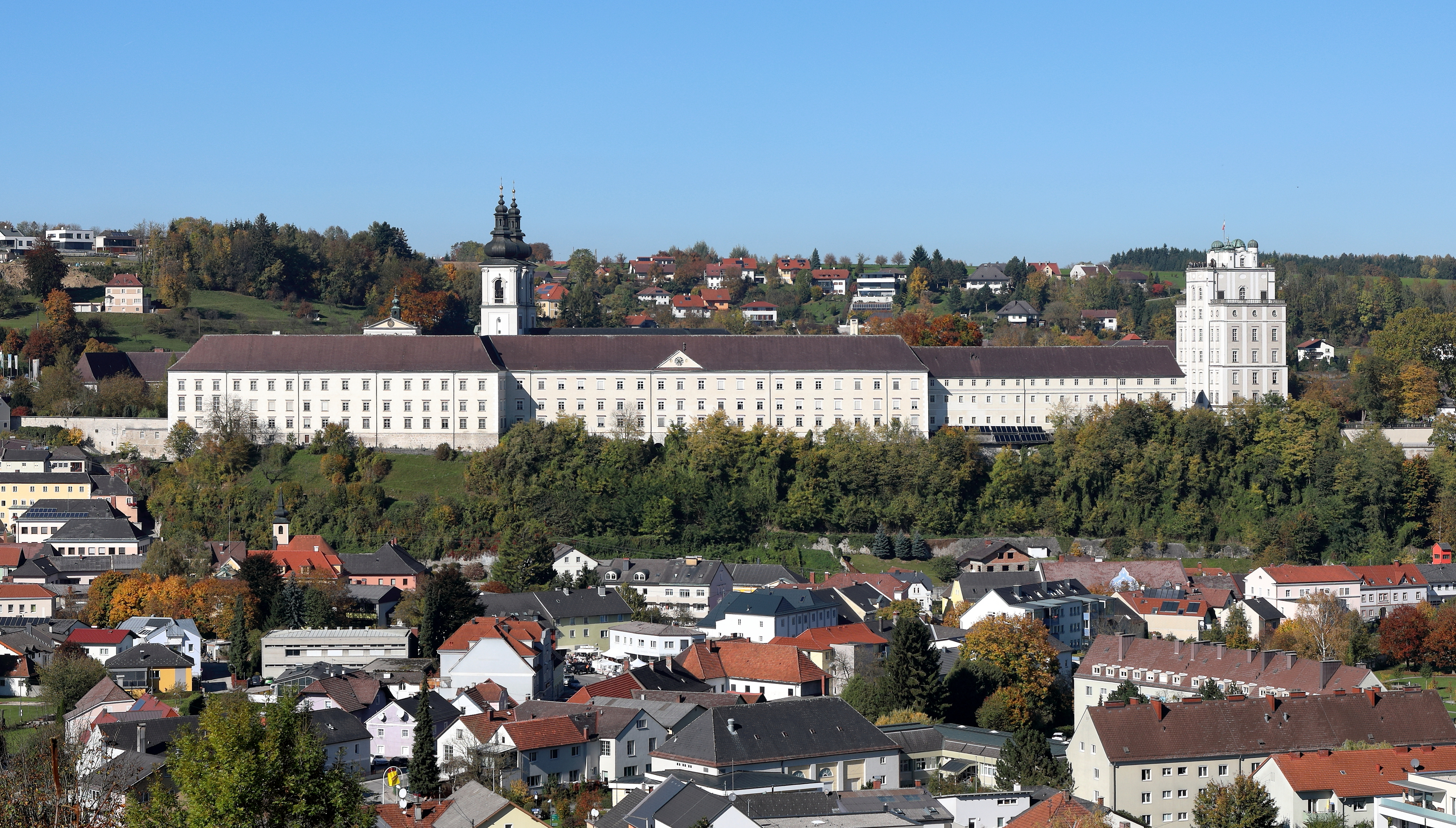
ابی کرمسمونستر

دیر کرمسمونستر (به آلمانی: Stift Kremsmünster) یک دیر بندیکتین در کرمسمونستر در اوبراسترایش است.

## تاریخ
این صومعه در سال ۷۷۷ پس از میلاد توسط تاسیلو سوم، دوک باواریا تأسیس شد. طبق افسانه‌ها تاسیلو این صومعه را در محلی تأسیس کرد که پسرش گانتر در طی یک سفر شکار توسط یک گراز وحشی مورد حمله قرار گرفت و کشته شد.

## ساختمان‌ها

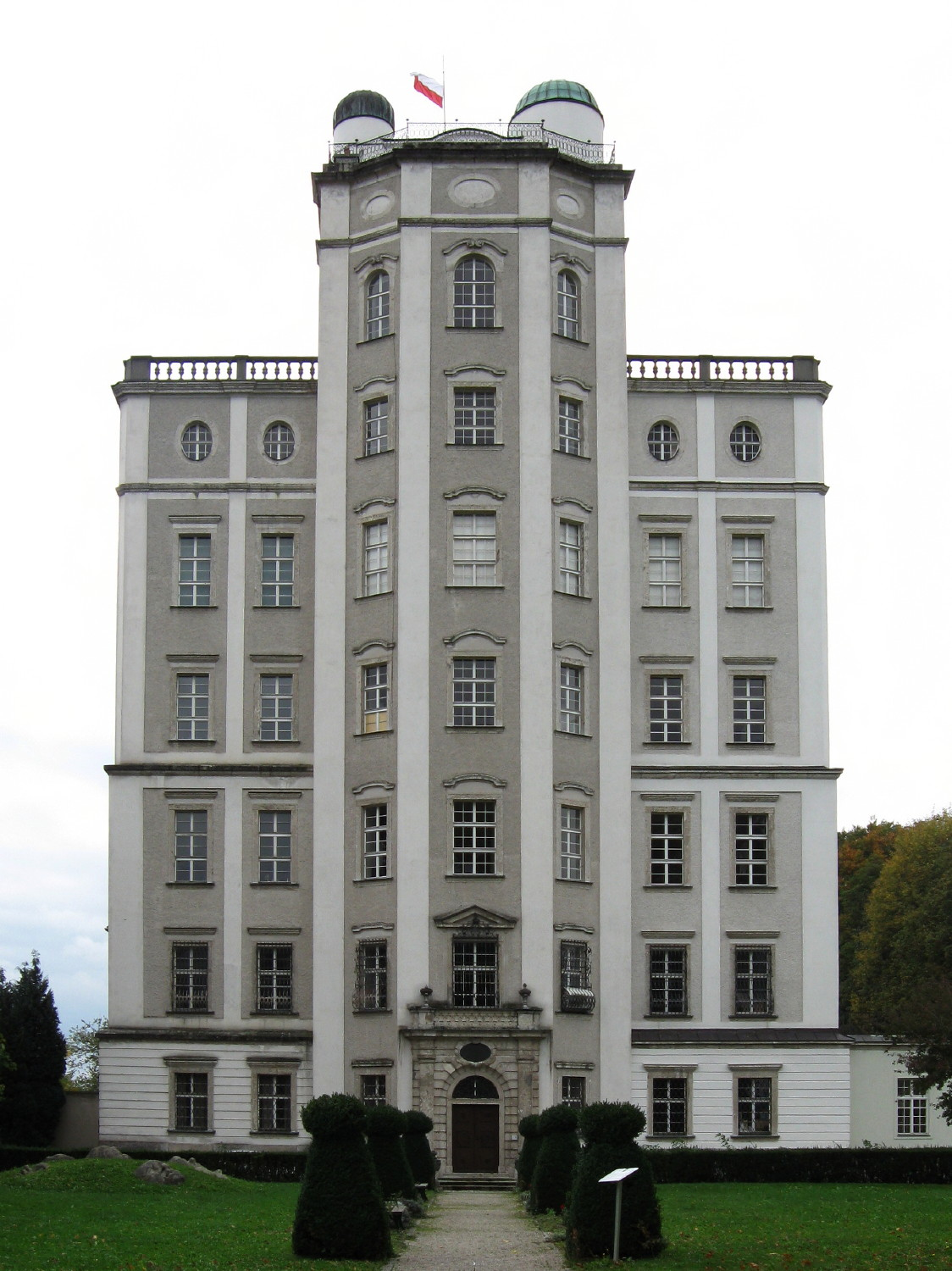
برج ریاضی با رصدخانه‌های نجومی

از اواسط قرن هفدهم، به لطف یک برنامه گسترده ساخت و ساز که عمدتاً از مصالح ساختمانی قدیمی استفاده مجدد می‌کرد، ساختمان‌ها چنان بزرگ شدند که در کل اتریش پس از Melk در رتبه دوم قرار گرفتند. معمار و سازنده، یاکوب پراندتاوئر همچنین مسئول کلیسای صومعه در Melk بود.